# 长桥镇 (屏南县)
长桥镇，是中华人民共和国福建省宁德市屏南县下辖的一个乡镇级行政单位。

## 行政区划
长桥镇下辖以下地区：
长桥村、长新村、新桥村、上牛山村、下牛山村、半圳村、新乡村、高溪村、岑洋村、柏源村、上墘村、慈云村、后墘村、前里坪村、官洋村、里高溪村、远丘村和周佳山村。

## 中国传统村落
2012年，柏源村、长桥村被评为首批“中国传统村落”。